# Glywysing
~490–1063
Entités précédentes :
- Bretagne romaine (Britannia Prima)

Entités suivantes :
- Glamorgan

Le Glywysing est un ancien royaume gallois au sud-est du pays de Galles, constitué par la partie ouest du Gwent.

## Histoire
Le royaume de Glywysing est créé vers 490 dans la partie ouest du Gwent par le roi éponyme Glywys, époux de Gwawl, une fille de Ceredig ap Cunedda, et donc beau-frère de Teithfallt ap Nynniaw (fl. 480), roi de Gwent. L'histoire des deux petits états demeure par la suite très liée et les souverains souvent communs.

## Liste des rois
- vers 490-500 : Glywys[1]
- vers 500-530 : Gwynllyw ap Glywys ou Gunlyu Mildwr (« le Guerrier »).
- vers 530-560 : Cadoc ap Gwynllyw.

Le royaume de Glywysing est annexé par Meurig ap Tewdrig de Gwent. Il suivra le sort de ce dernier en retrouvant parfois provisoirement son indépendance.